# Joseph-Pierre Louveau
Joseph-Pierre Louveau, né en 1744 et mort 18 avril 1822 à Paris, était un homme politique français, député.

## Biographie
Il est issu d'une famille de Cossé-le-Vivien. Il est le fils de René Louveau, sieur de la Pagerie, fermier aux Alleux et de Marie Anne Pantaléon.
Son élection comme commissaire du roi à Craon avait été annulée le 4 avril 1790. Joseph-Pierre Louveau était procureur au Châtelet de Paris. 
Il était sous-chef du bureau des passeports près le ministre de la police générale, à Paris, quand il fut élu aux Élections législatives de 1797, en remplacement de Volney, député de la Mayenne au Conseil des Cinq-Cents, par 79 voix (98 votants). Il y eut opposition de la part du département. Le candidat déclare le 20 avril 1797 que «ces protestations ne lui font pas peur ». Son élection est annulée par la suite après le Coup d'État du 18 fructidor an V.
Il devient, le 9 floréal an VIII, juge au tribunal d'appel d'Angers. Il échange ce titre le 2 avril 1811, contre celui de conseiller à la cour impériale d'Angers.

## Sources
- « Joseph-Pierre Louveau », dans Adolphe Robert et Gaston Cougny, Dictionnaire des parlementaires français, Edgar Bourloton, 1889-1891 [détail de l’édition]
- « Joseph-Pierre Louveau », dans Alphonse-Victor Angot et Ferdinand Gaugain, Dictionnaire historique, topographique et biographique de la Mayenne, Laval, A. Goupil, 1900-1910 [détail des éditions] (BNF 34106789, présentation en ligne), t. III et IV. Article Louveau.